# Christian von Berg-Schönfeld
Christian von Berg-Schönfeld (* 20. März 1715 auf Gut Schönfeld (Uckermark); † 2. Dezember 1789 ebenda) war ein deutscher Jurist und Erbherr auf Schönfeld sowie Eigentümer von Cleptow.

## Leben
Christian von Berg-Schönfeld war ein Familienmitglied des brandenburgischen Adelsgeschlechts Berg und war der Sohn von Friedrich Christian von Berg-Schönfeld. 
Christian von Berg-Schönfeld studierte ab 1734 Rechtswissenschaften in Halle. 1745 fand er als Berliner Kammergerichtsrat Erwähnung. Später war er geheimer Justizrat und Direktor des Uckermärkischen Obergerichts in Prenzlau. 1763 wurde er Landvogt der Uckermark. Er war auch Domherr zu Halberstadt und ab 1765 Erbpachtherr zu Krumbeck. 1789 wurde er als Justizpräsident in den Ruhestand verabschiedet und starb im selben Jahr.
Er war mit Sophie Charlotte Amalie von Schlieben verheiratet, aus der Ehe stammte der Sohn Karl Ludwig von Berg-Schönfeld (1754–1847).

## Schriften
- Gutachten eines Eingesessenen im Zauchischen Creyse über den Plan zur Aufhelffung des Credits vom 9ten März 1776. Mit Anmerkungen eines Eingesessenen in der Uckermark. Ragoczy, Prenzlau 1776 (online).